# Breitenbrunn am Neusiedler See
Breitenbrunn am Neusiedler See (ungarisch Fertőszéleskút, kroatisch Patipron) ist eine Marktgemeinde mit 1943 Einwohnern (Stand 1. Jänner 2025) im Bezirk Eisenstadt-Umgebung im Burgenland in Österreich.

## Geografie
Die Gemeinde liegt im nördlichen Burgenland. Breitenbrunn am Neusiedler See ist eine Marktgemeinde. Teile des Gemeindegebietes befinden sich im Naturpark Neusiedler See - Leithagebirge.

### Gemeindegliederung
Breitenbrunn ist der Name der Ortschaft und der Katastralgemeinde, die Gemeinde selbst nennt sich aber Breitenbrunn am Neusiedler See. Einziger Ortsteil ist die im Nordwesten von Breitenbrunn gelegene Pußtasiedlung.

### Nachbargemeinden
|                           | Sommerein (BL)                              | Bruckneudorf (ND)    |
|                           | Kompassrose, die auf Nachbargemeinden zeigt | Winden am See (ND)   |
| Purbach am Neusiedler See |                                             | Neusiedl am See (ND) |

## Geschichte

Breitenbrunn (links unten) und Umgebung um 1873 (Blatt der Landesaufnahme)

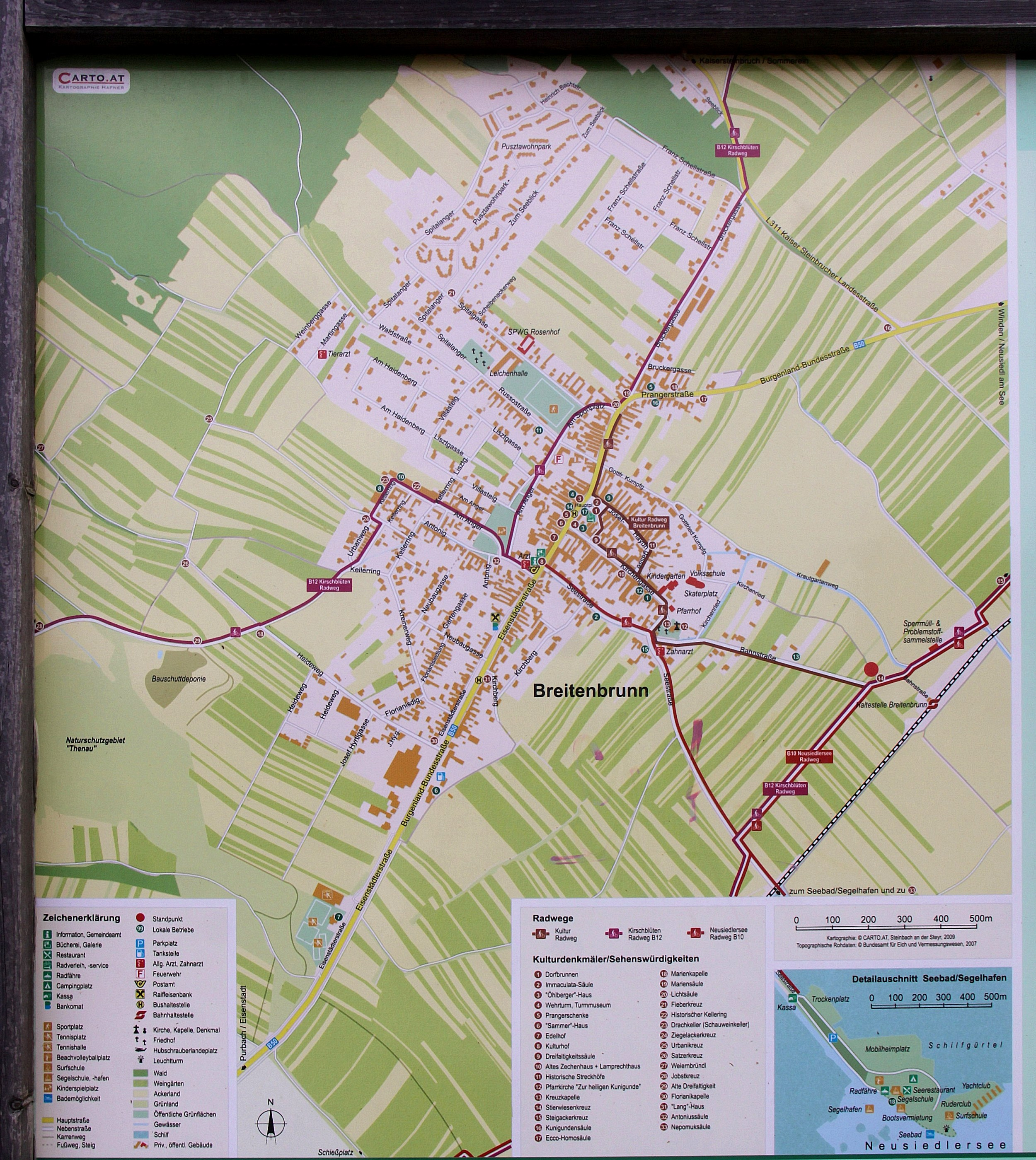
Ortskarte von Breitenbrunn

Vor Christi Geburt war das Gebiet Teil des keltischen Königreiches Noricum und gehörte zur Umgebung der keltischen Höhensiedlung Burg auf dem Schwarzenbacher Burgberg. Unter den Römern lag das heutige Breitenbrunn dann in der Provinz Pannonia.
Der Ort entstand im Verlauf des 13. Jahrhunderts durch deutschen Zuzug. Seinen Namen hat er von einer dort befindlichen Mineralwasserquelle. Der deutsche Name ist erstmals 1257 als Praittenbrunn belegt. Vor 1262 befand sich der Ort im Eigentum des Grafen von Lutzmannsburg. Im Ungarischen erscheint er erstmals 1332 als Praytunbpron in vulgari hungarico Zyluskuth, woraus sich die heutige ungarische Form Fertőszéleskút (wörtlich Breitenbrunn am Neusiedlersee) entwickelt hat. 1622 fiel der Ort unter die Herrschaft der Adelsfamilie der Esterházy. Zwischen 1597 und 1748 wurde der Ort viermal von Großbränden schwer verwüstet. Die damalige Bauweise der Häuser, die mit Schilf oder Holzschindeln gedeckt waren, erleichterte nämlich die rasche Ausbreitung von Bränden. 1689 wurde Breitenbrunn das Marktrecht eingeräumt, das es immer noch besitzt. Am gleichen Tag, an dem der Markttag abgehalten wurde, fand auch der Richttag statt.
Der Ort gehörte wie das gesamte Burgenland bis 1920/21 zu Ungarn (Deutsch-Westungarn). Seit 1898 musste aufgrund der Magyarisierungspolitik der Regierung in Budapest der ungarische Ortsname Fertőszéleskút verwendet werden. Nach Ende des Ersten Weltkriegs wurde nach zähen Verhandlungen Deutsch-Westungarn in den Verträgen von St. Germain und Trianon 1919 Österreich zugesprochen. Der Ort gehört seit 1921 zum neu gegründeten Bundesland Burgenland (siehe auch Geschichte des Burgenlandes).
Im Jahr 2010 wurde Breitenbrunn per Beschluss der Landesregierung auf Breitenbrunn am Neusiedler See umbenannt, um der Verbundenheit der Gemeinde mit dem Neusiedler See auch im Namen Ausdruck zu verleihen.

### Bevölkerungsentwicklung
| Breitenbrunn am Neusiedler See: Einwohnerzahlen von 1869 bis 2025 | Breitenbrunn am Neusiedler See: Einwohnerzahlen von 1869 bis 2025 | Breitenbrunn am Neusiedler See: Einwohnerzahlen von 1869 bis 2025 | Breitenbrunn am Neusiedler See: Einwohnerzahlen von 1869 bis 2025 | Breitenbrunn am Neusiedler See: Einwohnerzahlen von 1869 bis 2025 |
| ----------------------------------------------------------------- | ----------------------------------------------------------------- | ----------------------------------------------------------------- | ----------------------------------------------------------------- | ----------------------------------------------------------------- |
| Jahr                                                              |                                                                   |                                                                   |                                                                   | Einwohner                                                         |
| 1869                                                              | 1869                                                              |                                                                   | 1.364                                                             | 1.364                                                             |
| 1880                                                              | 1880                                                              |                                                                   | 1.338                                                             | 1.338                                                             |
| 1890                                                              | 1890                                                              |                                                                   | 1.372                                                             | 1.372                                                             |
| 1900                                                              | 1900                                                              |                                                                   | 1.343                                                             | 1.343                                                             |
| 1910                                                              | 1910                                                              |                                                                   | 1.230                                                             | 1.230                                                             |
| 1923                                                              | 1923                                                              |                                                                   | 1.242                                                             | 1.242                                                             |
| 1934                                                              | 1934                                                              |                                                                   | 1.310                                                             | 1.310                                                             |
| 1939                                                              | 1939                                                              |                                                                   | 1.321                                                             | 1.321                                                             |
| 1951                                                              | 1951                                                              |                                                                   | 1.230                                                             | 1.230                                                             |
| 1961                                                              | 1961                                                              |                                                                   | 1.211                                                             | 1.211                                                             |
| 1971                                                              | 1971                                                              |                                                                   | 1.321                                                             | 1.321                                                             |
| 1981                                                              | 1981                                                              |                                                                   | 1.395                                                             | 1.395                                                             |
| 1991                                                              | 1991                                                              |                                                                   | 1.570                                                             | 1.570                                                             |
| 2001                                                              | 2001                                                              |                                                                   | 1.702                                                             | 1.702                                                             |
| 2011                                                              | 2011                                                              |                                                                   | 1.902                                                             | 1.902                                                             |
| 2021                                                              | 2021                                                              |                                                                   | 1.892                                                             | 1.892                                                             |
| 2025                                                              | 2025                                                              |                                                                   | 1.943                                                             | 1.943                                                             |
| Quelle(n): Statistik Austria, Gebietsstand 1.1.2021               |                                                                   |                                                                   |                                                                   |                                                                   |

## Kultur und Sehenswürdigkeiten

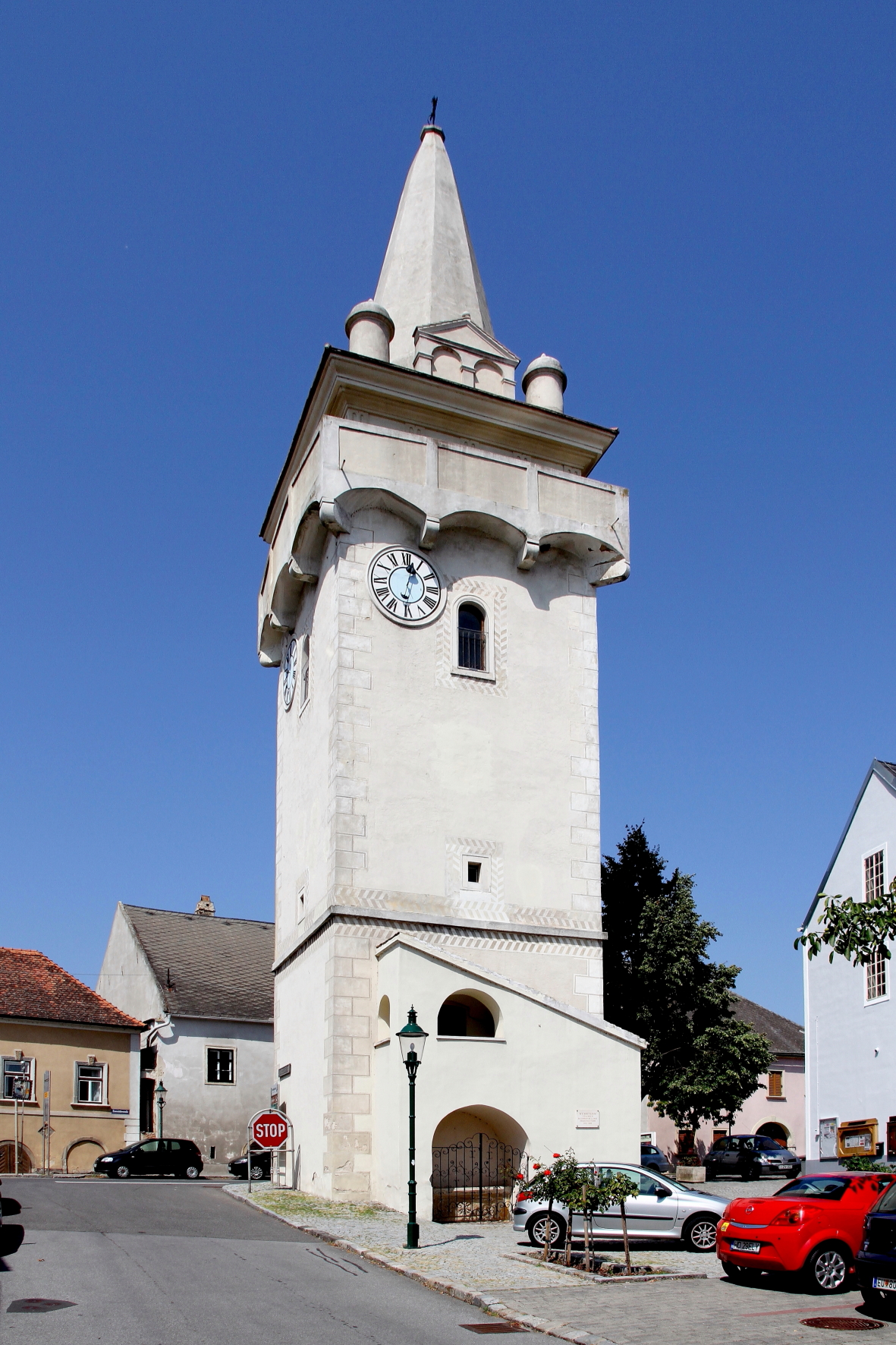
Wehrturm Breitenbrunn

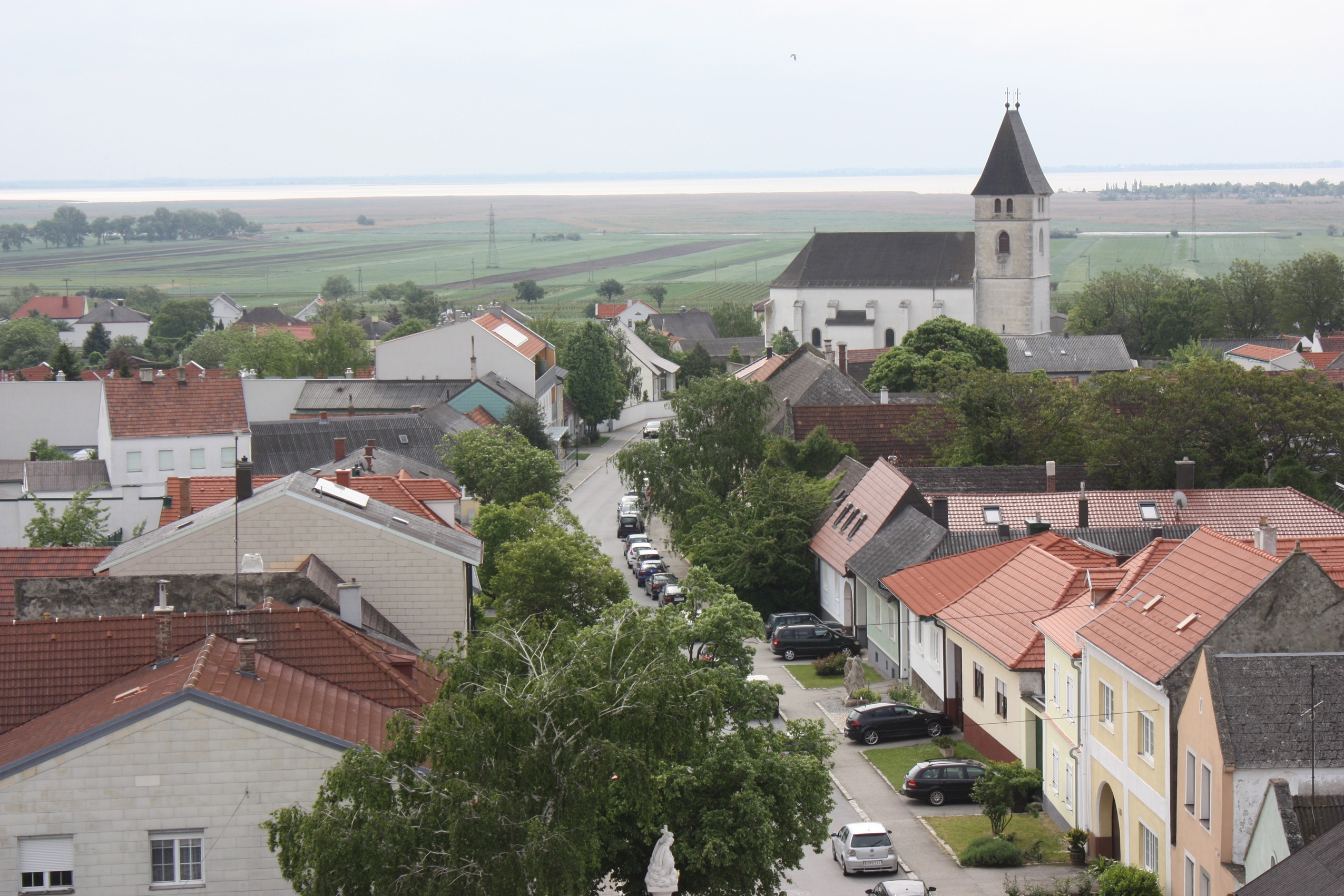
Blick vom Wehrturm zur Pfarrkirche Breitenbrunn

- Breitenbrunn ist eine der fünf Gemeinden im Naturpark Neusiedler See - Leithagebirge und liegt daher im Gebiet des UNESCO-Welterbes Neusiedler See/Leithagebirge
- Wehrturm Breitenbrunn mit Heimatmuseum
- Katholische Pfarrkirche Breitenbrunn hl. Kunigunde
- Die Grube in Breitenbrunn: Das Land-Art-Projekt besteht seit den frühen 1970er-Jahren und wird laufend weiterentwickelt.
- Skulpturenmeile zwischen Ort und See
- Historischer Kellerring
- Kulturstadel
- Gasthaus Pannonia, welches im Der brave Soldat Schwejk vorkommt
- Kulturpfad Wo Geschichte lebendig ist. Er führt von der Eisenstädter Straße zur Prangerstraße und weiter über den Hauptplatz in die Kirchengasse.

## Wirtschaft und Infrastruktur
Durch die Lage am Neusiedlersee ist Breitenbrunn ein Urlaubsort.
In Breitenbrunn hat sich eine Waffelfabrik, eine von vier Produktionsstätten des Süßwarenherstellers Mars Austria befunden, Sie wurde 2020 an den Süßwarenhersteller Alfred Ritter GmbH & Co. KG verkauft. Seit 2021 produziert der Süßwarenhersteller
Alfred Ritter GmbH & Co. KG in Breitenbrunn.

### Verkehr
Breitenbrunn liegt an der Burgenland Straße (B 50) und verfügt über eine Haltestelle der Pannoniabahn, über die die Gemeinde an das Bahnnetz der Ostbahn angeschlossen ist.
Durch Breitenbrunn verlaufen mit dem Zentralalpenweg und dem Ostösterreichischen Grenzlandweg zwei österreichische Weitwanderwege.
Von 1968 bis 2018 hatte der Yachtclub Breitenbrunn ein Grundstück der Esterhazy Privatstiftung von der Gemeinde gepachtet und im März 2022 räumen müssen.

## Politik

### Gemeinderat
Der Gemeinderat umfasst aufgrund der Einwohnerzahl insgesamt 21 Mitglieder.
| Partei          | 2022             | 2022             | 2022             | 2017             | 2017             | 2017             | 2012             | 2012             | 2012             | 2007             | 2007             | 2007             | 2002             | 2002             | 2002             | 1997             | 1997             | 1997             |
| Partei          | Sti.             | %                | M.               | Sti.             | %                | M.               | Sti.             | %                | M.               | Sti.             | %                | M.               | Sti.             | %                | M.               | Sti.             | %                | M.               |
| --------------- | ---------------- | ---------------- | ---------------- | ---------------- | ---------------- | ---------------- | ---------------- | ---------------- | ---------------- | ---------------- | ---------------- | ---------------- | ---------------- | ---------------- | ---------------- | ---------------- | ---------------- | ---------------- |
| SPÖ             | 668              | 46,78            | 10               | 798              | 54,07            | 12               | 827              | 55,88            | 13               | 715              | 50,75            | 11               | 598              | 44,83            | 10               | 447              | 40,09            | 8                |
| ÖVP             | 390              | 27,31            | 6                | 501              | 33,94            | 7                | 444              | 30,00            | 6                | 398              | 28,25            | 6                | 620              | 46,48            | 10               | 554              | 49,69            | 10               |
| NEOS            | 237              | 16,60            | 3                | nicht kandidiert | nicht kandidiert | nicht kandidiert | nicht kandidiert | nicht kandidiert | nicht kandidiert | nicht kandidiert | nicht kandidiert | nicht kandidiert | nicht kandidiert | nicht kandidiert | nicht kandidiert | nicht kandidiert | nicht kandidiert | nicht kandidiert |
| Grüne           | 68               | 4,76             | 1                | 86               | 5,83             | 1                | 75               | 5,07             | 1                | 100              | 7,10             | 1                | 116              | 8,70             | 1                | nicht kandidiert | nicht kandidiert | nicht kandidiert |
| FPÖ             | 65               | 4,55             | 1                | 91               | 6,17             | 1                | 26               | 1,76             | 0                | 16               | 1,14             | 0                | nicht kandidiert | nicht kandidiert | nicht kandidiert | 76               | 6,82             | 1                |
| WIR A1          | nicht kandidiert | nicht kandidiert | nicht kandidiert | nicht kandidiert | nicht kandidiert | nicht kandidiert | 108              | 7,30             | 1                | nicht kandidiert | nicht kandidiert | nicht kandidiert | nicht kandidiert | nicht kandidiert | nicht kandidiert | nicht kandidiert | nicht kandidiert | nicht kandidiert |
| FBL             | nicht kandidiert | nicht kandidiert | nicht kandidiert | nicht kandidiert | nicht kandidiert | nicht kandidiert | nicht kandidiert | nicht kandidiert | nicht kandidiert | 180              | 12,78            | 3                | nicht kandidiert | nicht kandidiert | nicht kandidiert | nicht kandidiert | nicht kandidiert | nicht kandidiert |
| BLB A2          | nicht kandidiert | nicht kandidiert | nicht kandidiert | nicht kandidiert | nicht kandidiert | nicht kandidiert | nicht kandidiert | nicht kandidiert | nicht kandidiert | nicht kandidiert | nicht kandidiert | nicht kandidiert | nicht kandidiert | nicht kandidiert | nicht kandidiert | 38               | 3,41             | 0                |
| Wahlberechtigte | 1828             | 1828             | 1828             | 1833             | 1833             | 1833             | 1802             | 1802             | 1802             | 1707             | 1707             | 1707             | 1590             | 1590             | 1590             | 1384             | 1384             | 1384             |
| Wahlbeteiligung | 83,86 %          | 83,86 %          | 83,86 %          | 86,52 %          | 86,52 %          | 86,52 %          | 89,12 %          | 89,12 %          | 89,12 %          | 86,88 %          | 86,88 %          | 86,88 %          | 91,32 %          | 91,32 %          | 91,32 %          | 89,45 %          | 89,45 %          | 89,45 %          |

### Bürgermeister

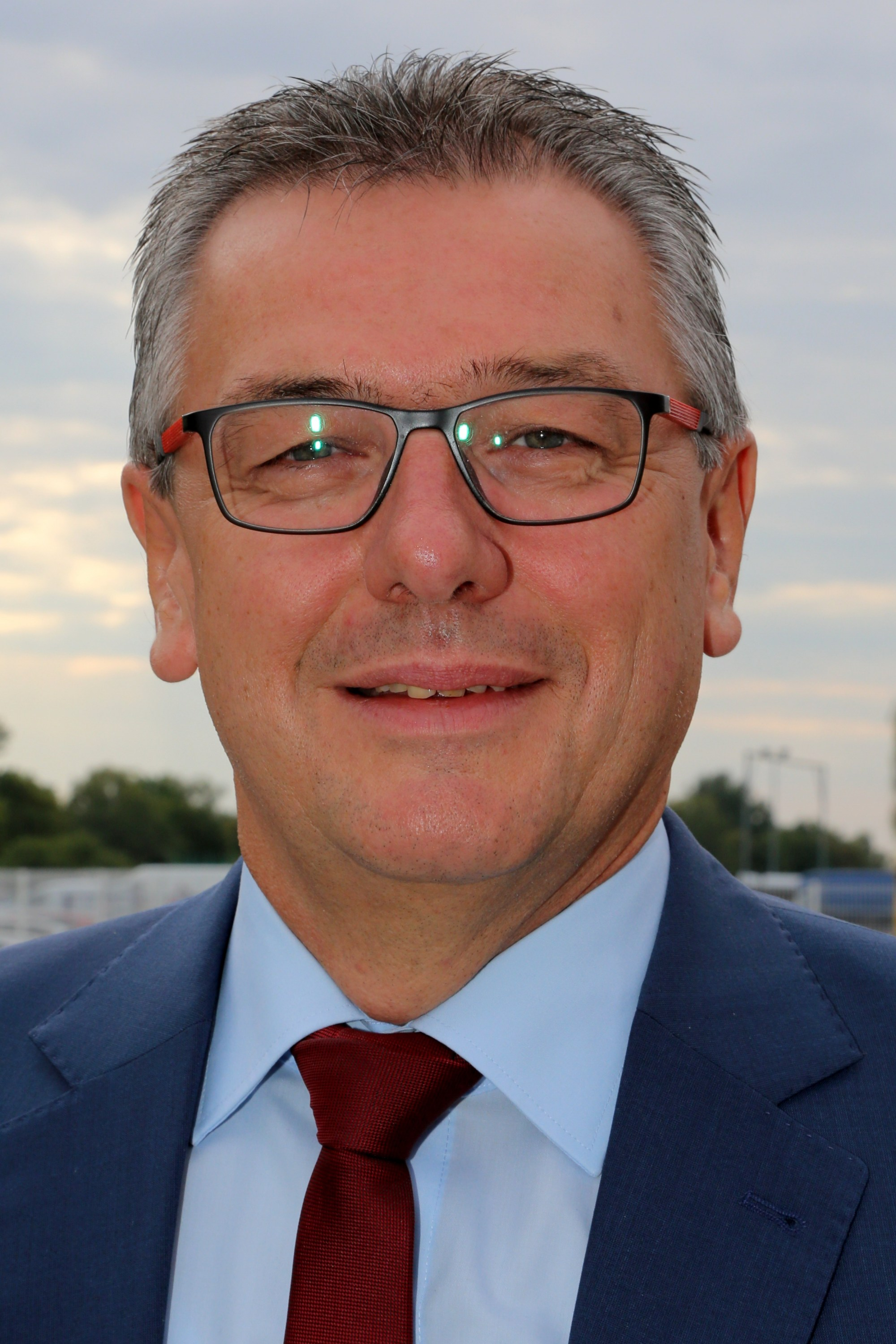
Bürgermeister Helmut Hareter

- 2003–2017 Josef Tröllinger (SPÖ)
- seit 2017 Helmut Hareter (SPÖ)[12]

### Wappen
|  | Das seit 1951 verliehene Wappen wird vom sogenannten „Türkenturm“ geprägt, dem Wahrzeichen der Marktgemeinde, der auf die Zeit der Türkenbelagerungen zurückgeht. Darüber hinaus ist er auch ein Symbol der Marktgerichtsbarkeit. Blasonierung: „Auf rotem Grund ein Gold gefärbter Turm mit Sandboden.“ |

### Gemeindepatenschaften
- Breitenbrunn am Neusiedler See betreibt seit 10. November 1974 eine Gemeindepatenschaft mit dem gleichnamigen, staatlich anerkannten Erholungsort Breitenbrunn in der Oberpfalz im Naturpark Altmühltal in der Oberpfalz (Bayern). Die Gemeinden betreiben einen regelmäßigen Austausch mit wechselseitigen Partnerschaftstreffen.[13]

## Persönlichkeiten
- Vinzenz Böröcz (1915–1994), Politiker und Buchdrucker
- Rosalia Graf (1897–1944), Hilfsarbeiterin und Widerstandskämpferin
- Gottfried Kumpf (1930–2022), Maler, Graphiker und Bildhauer
- Peter Noever (* 1941), Designer, Ausstellungsmacher, 1986–2011 CEO und künstlerischer Leiter des MAK, des Österreichischen Museums für angewandte Kunst / Gegenwartskunst, in Wien
- Katja Schmidt-Piller (1941–2007), Schriftstellerin
- Johann Georg Wimpassinger (1693–1766), Maurermeister, Baumeister